# Омельченко Юрій Михайлович
Юрій Михайлович Омельченко (7 серпня 1934 , Козельщина, Харківська область  — 16 березня 2014 , Южне, Одеська область ) — український інженер-гідротехнік, дослідник арктичних гідротехнічних систем, фахівець у галузі морських портів, винахідник. Кандидат технічних наук (1989). Академік Української академії архітектури. Почесний громадянини міста Південне.

## Біографія
Народився 7 серпня 1934 року в с. Козельщина Кременчуцького району Полтавської області.
У 1958 році закінчив гідротехнічний факультет Одеського інституту інженерів морського флоту. Після цього майже 16 років працював у північних регіонах СРСР та Арктиці, зокрема на реконструкції та будівництві морських портів Нар'ян-Мар, Анадир і Певек. У двох останніх — на посаді головного інженера. Також працював на суднах технічного флоту.
У 1971 році заочно здобув другу вищу освіту на механічному факультеті того ж інституту.
Працюючи в екстремальних кліматичних умовах, Юрій Омельченко розробив нові технології занурення металевого шпунта, армування льодового покриву та зменшення льодових навантажень на гідротехнічні споруди. Його досвід був використаний у понад 20 наукових роботах у співпраці з науково-дослідними інститутами «ЛенморНДІпроєкт» (Ленінград) та «ДальморНДІпроєкт» (Владивосток).
У 1974 році призначений начальником морського порту Находка Приморського морського пароплавства, де працював до 1979 року. Згодом був переведений до порту Південний на Чорному морі, де обійняв посаду головного інженера. У цей період здійснювалося масштабне будівництво одного з найбільших і найглибоководніших портів СРСР. Паралельно із портовою інфраструктурою будувалося місто на 40 тисяч мешканців.
Юрій Омельченко також був організатором Міжгалузевого центру нетрадиційної енергетики, який займався розвитком сонячної та вітрової енергетики, а також очищенням питної, зливової та морської води. У 2003 році Центр був відзначений на міжнародному рівні в Познані (Польща), зокрема за досягнення в очищенні морської води до рівня питної.
На початку 2000-х років, за дорученням Департаменту морського і річкового транспорту України, Омельченко очолив робочу групу з організації міжнародного тендеру на розробку портального крана вітчизняного виробництва. Україна отримала дозвіл на виготовлення такого обладнання, і перші зразки були впроваджені в портах Одеси, Феодосії, Ізмаїла. З метою удосконалення кранів, зокрема щодо вібро- та шумопоглинання, Омельченко отримав патент на відповідний винахід.
Помер 16 березня 2014 року в м. Южне. У 2018 на будинку на вул. Приморська, № 11, де він мешкав, встановлено меморіальну дошку.

## Наукова діяльність
Юрій Михайлович Омельченко є автором близько 90 наукових праць, 9 книг (написаних одноосібно та у співавторстві), а також понад 10 винаходів.